# Красная Горка (Кривой Рог)
Красная Горка — исторический район, жилой массив в Ингулецком районе города Кривой Рог.

## История
Возник в начале XX века как горняцкий посёлок вблизи шахты «Филиция».

## Характеристика
Представляет собой жилой массив частного сектора в старой части Ингулецкого района (в бывшем городе Ингулец).
Состоит из улиц Кампанеллы, Весёлая, Рабочая, Ясная.
Рядом расположены затопленные карьеры, составляющие ландшафтный заказник местного значения Визирка.